# يان مارينسن
يوهانس جيوم كريستيانوس أندرياس «يان» مارينسن (بالهولندية: Johannes Guillaume Christianus Andreas "Jan" Marijnissen) هو سياسي هولندي من الحزب الاشتراكي ولد في يوم 8 أكتوبر 1952 في مدينة أوس في هولندا. هو الزعيم السابق للحزب من سنة 1986 إلى سنة 2015، وهو والد الزعيمة الحالية للحزب ليليان مارينسن.